# Gare de Jaraguá
La gare de Jaraguá (en portugais Estação Jaraguá) est une gare ferroviaire de la ligne 7 (Rubis) de la Companhia Paulista de Trens Metropolitanos (CTPM). Elle est située Estrada de Taipas dans le quartier de Jaraguá à São Paulo, au Brésil.

## Situation ferroviaire

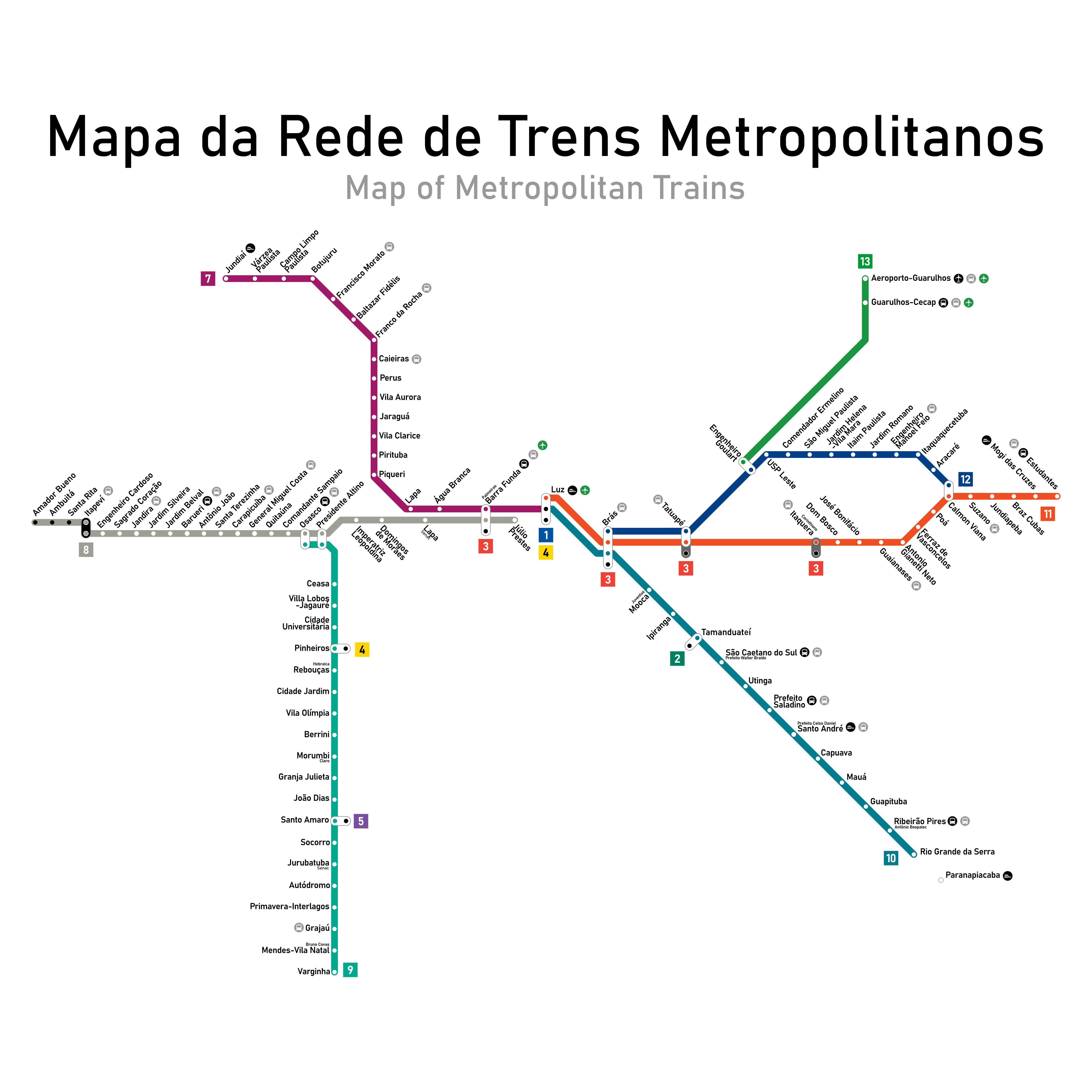
Plan des lignes de la CPTM (2020).

Établie à 813 mètres d'altitude, la gare de Jaraguá est située sur la ligne 7 (Rubis) de la Companhia Paulista de Trens Metropolitanos (CTPM), entre la gare de Vila Clarice, en direction de la gare terminus de Brás, et la gare de Vila Aurora, en direction de la gare terminus de Jundiaí. 

## Histoire
La gare, alors dénommée Taipas et dite Parada de Taipas, est mise en service le 1er octobre 1891, par le São Paulo Railway (SPR), sur la ligne de chemin de fer de São Paulo reliant Santos et Jundiaí. Elle est renommée Jaraguá, vers 1945. Le bâtiment qui est ancien, sans être présent depuis l'ouverture, est endommagé par un incendie provoqué par des voyageurs mécontents, le 28 octobre 1983. Il est restauré en 1984.